# Liste der Nummer-eins-Hits in Schweden (1992)
Diese Liste enthält alle Nummer-eins-Hits in Schweden im Jahr 1992. Es gab in diesem Jahr jeweils zwölf Nummer-eins-Singles und -Alben.
| Singles | Alben |
| --- | --- |
| - Michael Jackson – Black or White - 10 Wochen (20. November 1991 – 4. Februar 1992) - The KLF – Justified & Ancient - 4 Wochen (5. Februar – 3. März) - Ten Sharp – You - 2 Wochen (4. März – 17. März) - Orup – Stockholm - 2 Wochen (18. März – 31. März) - Mr. Big – To Be with You - 6 Wochen (1. April – 12. Mai) - Shakespears Sister – Stay - 2 Wochen (13. Mai – 26. Mai) - Dr. Alban – It’s My Life - 4 Wochen (27. Mai – 23. Juni) - Erasure – ABBA-esque - 12 Wochen (24. Juni – 29. September) - Madonna – This Used to Be My Playground - 2 Wochen (30. September – 13. Oktober) - Mauro Scocco – Om Du Var Min - 2 Wochen (14. Oktober – 27. Oktober) - Jon Secada – Just Another Day - 4 Wochen (28. Oktober – 24. November) - East 17 – House of Love - 6 Wochen (25. November 1992 – 12. Januar 1993) | - Eva Dahlgren – En blekt blondins hjärta - 13 Wochen (6. November 1991 – 4. Februar 1992) - Nirvana – Nevermind - 6 Wochen (5. Februar – 17. März) - Gary Moore – After Hours - 2 Wochen (18. März – 31. März) - Verschiedene Interpreten – More Power Ballads - 2 Wochen (1. April – 14. April) - Bruce Springsteen – Human Touch - 2 Wochen (15. April – 28. April) - Verschiedene Interpreten – Absolute Music 13 - 2 Wochen (29. April – 12. Mai) - Lisa Nilsson – Himlen runt hörnet - 16 Wochen (13. Mai – 1. September) - INXS – Welcome to Wherever You Are - 2 Wochen (2. September – 15. September) - Roxette – Tourism - 4 Wochen (16. September – 13. Oktober) - ABBA – Gold – Greatest Hits - 4 Wochen (14. Oktober – 10. November, insgesamt 12 Wochen; → 1999) - Marie Fredriksson – Den ständiga resan - 4 Wochen (11. November – 8. Dezember) - Verschiedene Interpreten – Absolute Music 14 - 5 Wochen (9. Dezember 1992 – 12. Januar 1993) |